# Шитту, Дэнни
Дэ́ниел Олусо́ла (Дэ́нни) Ши́тту (англ. Daniel Olusola "Danny" Shittu; 2 сентября 1980, Лагос, Нигерия) — нигерийский футболист, защитник. Выступал в сборной Нигерии.

## Карьера

### Клубная
Профессиональную карьеру Шитту начал в английском клубе «Чарльтон Атлетик» в составе которого числился 2,5 года, не проведя при этом за него ни одного матча и побывав в аренде в клубах «Блэкпул» и «Куинз Парк Рейнджерс». После окончания аренды «Куинз Парк Рейнджерс» выкупил права на Шитту, и в этом клубе он провёл 4,5 сезона, стабильно выступая в основном составе. В августе 2006 года Шитту за 1,6 млн £ перешёл в клуб-новичок Премьер-лиги «Уотфорд», за который отыграл 2 сезона, второй из которых «Уотфорд» провёл в Чемпионшипе и Шитту вошёл в символическую сборную лиги по итогам сезона. в 2008 году он за 2 млн £ перешёл в клуб «Болтон Уондерерс», однако он крайне редко попадал в состав.
После мундиаля Дэниел перешёл из «Болтон Уондерерс» в «Миллуолл». Сыграв 9 матчей и не забив ни одного мяча, Шитту покинул «Миллуолл». 27 января 2011 года Дэниел подписал контракт с «Куинз Парк Рейнджерс» сроком на 6 месяцев.

### В сборной
В национальной команде Дэнни Шитту выступает с 2000 года, проведя за это время в её составе 25 матчей. Шитту включён в состав сборной Нигерии на чемпионат мира 2010.